# Frankie Rayder
Frankie Rayder (Francesca Rayder, River Falls, Wisconsin, 26 de janeiro de 1975) é uma modelo norte-americana.

## Biografia
Nasceu em River Falls, onde ela era conhecida como Heidi Rayder. Quando adolescente, ela se mudou para Minneapolis, Minnesota, uma grande cidade perto de sua cidade natal, onde ela foi abordada pela primeira vez por um modelo de escoteiro. Seu primeiro grande sucesso veio em 1992, quando conheceu o fotógrafo Steven Meisel. Meisel reservou sua sessão de fotos, que se tornou a primeira de muitas. A primeira sessão de Rayder foi em breve apresentada na revista Glamour. Ela é graduada pela River Falls High School, onde iniciou sua carreira na Caryn Modeling & Talent Agency em Minneapolis.
O primeiro sucesso de Frankie Rayder foi em 1992, quando conheceu o fotógrafo Steven Meisel. Atraído pelo carisma de Rayder, Meisel contratou-a para uma sessão de fotos (a primeira de muitas) que foi futuramente publicada na revista Glamour Itália.
Foi dado o nome artístico de "Francesca" para dar um ar mais exótico e com o tempo se tornou simplesmente Frankie. Devido ao sucesso, Rayder viajou para Miami, Nova York, Paris, Londres e Milão, trabalhando para um número considerável de agências como Company, Women Model Management, Page 305, City Models, Take Two, Storm e Why Not.
Foi modelo para marcas como Givenchy, Valentino, Lagerfeld, Chanel, Gucci, Dolce & Gabbana, Versace, Gap e Tommy Hilfiger. Rayder também trabalhou para estilistas como Anne Klein, Matthew Williamson, Zac Posen, Marc Jacobs, Donna Karan, Carolina Herrera e Michael Kors. Foi fotografada para várias revistas, incluindo Elle, Vogue, The Face, PHOTO, Harper's Bazaar, Allure, Rebel e Marie Claire. Foi fotografada para a Sports Illustrated Swimsuit Issue em 2005 e 2006. Desfilou para a Victoria's Secret de 2000 a 2003.

## Vida pessoal
Rayder tem uma irmã, de nome Missy Rayder e também modelo. No dia 26 de outubro de 2005, Rayder deu à luz sua primeira filha, Sunny Bebop Balzary, fruto da sua união com o ex-marido Michael Balzary (Flea da banda Red Hot Chili Peppers).